# オーディオファイル
放送におけるオーディオファイルとは、音声その他の音響（音声素材）を光磁気ディスクなどのいわゆる電子媒体に多数保存することのできる録音再生装置で、必要に応じて音声素材を自在（ランダム）に録音、再生できるものをいう。AFと略されることが多い。ラジオ放送局ではいわゆる「音声バンクシステム」として主調整室の設備のひとつとして置かれる。
「音声バンクシステム」の歴史は古く、連奏型オルゴールにまでさかのぼる。ラジオ放送局でもレコード連奏装置、あるいは6ミリ、カートリッジテープ連奏装置といったものが古くから使われていたが、これらは必要に応じて音声素材をランダムに録音、再生できるものではなく、現在の「オーディオファイル」と呼ばれるものは、コンピュータの進歩に伴い、ハードディスク記憶装置に音声素材をデジタルデータとして記録、放送に活用するようになった1980年代以降のものをいうことが多い。
当初のラジオ放送局で用いられたオーディオファイルは、当時の大型計算機を改造したようなもので、縦横高さともに1m前後もあるハードディスク記憶装置をいくつも連結した、総重量2tを優に超える巨大なものであった。それでもその記憶容量は数ギガバイト程度、せいぜいCMなどの短い音声素材の録音、再生にしか用いることができなかった。しかしその後のハードディスク記憶装置の飛躍的な記憶容量の増加や光磁気ディスク記憶装置の登場によって、いわゆる番組送出にも用いることができるようになり、現在では1日分の放送内容の全てを録音できるものであっても、数本の機器ラックにおよそ中心となる全ての機器が収容可能なほどに小型、高性能化されている。なおこのオーディオファイルの考え方や基本技術は映像に展開され、今日のビデオファイルにつながった。
従来、ラジオ放送局の主調整室に置かれていたオーディオファイルであるが、パーソナルコンピュータの飛躍的な能力向上と汎用の小型大容量ハードディスク記憶装置、光磁気ディスク記憶装置の登場により、現在では安価なこれらの汎用機器を用いても十分な能力を持つオーディオファイルの構築が可能である。
このことから今日、汎用機器を中心として構築された小規模なオーディオファイルが、ラジオ放送局の各副調整室、編集室などに置かれ、各番組素材制作にも用いられるようになってきている。
ハードディスク記憶装置や光磁気ディスク記憶装置はいわゆる機構部を持ち、ディスク本体に問題はなくても、全体としてどうしても故障が多く短寿命となることから、主調整室に置く送出用のオーディオファイルについては今日、その記憶装置を固体化、すなわち理想的な大容量半導体メモリチップとしたものが主流になりつつある。